# Dadhapatna
Dadhapatna is een census town in het district Cuttack van de Indiase staat Odisha. 

## Demografie
Volgens de Indiase volkstelling van 2001 wonen er 4415 mensen in Dadhapatna, waarvan 53% mannelijk en 47% vrouwelijk is. De plaats heeft een alfabetiseringsgraad van 73%. 